# Lijst van rijksmonumenten in Utrecht (stad)/Vismarkt
De stad Utrecht telt in totaal 1.402 inschrijvingen in het rijksmonumentenregister, de Vismarkt in het centrum telt 13 rijksmonumenten. Hieronder een overzicht.
| Object | Oorspronkelijke functie? | Bouwjaar     | Architect | Locatie          | Coördinaten?                | Nr.?   | Afbeelding        |
| --- | ------------------------ | ------------ | --------- | ---------------- | --------------------------- | ------ | ----------------- |
| Pand voorzien van inwendig houtskelet                                                                                              | Werk-woonhuis            | middeleeuwen |           | Vismarkt 3       | 52° 5' 29" NB, 5° 7' 13" OL | 30154  | Meer afbeeldingen |
| Vismarkt 4 | Werk-woonhuis            | middeleeuwen |           | Vismarkt 4       | 52° 5' 29" NB, 5° 7' 13" OL | 41950  | Meer afbeeldingen |
| Voorhuis met een 17e-eeuws karakter, tegenwoordig van drie bouwlagen, een kap loodrecht op de straat en een kelder onder de straat | Werk-woonhuis            | middeleeuwen |           | Vismarkt 8       | 52° 5' 28" NB, 5° 7' 14" OL | 450527 | Meer afbeeldingen |
| Delen van het keizerlijk paleis Lofen                                                                                              | Kasteel, buitenplaats    | 11e eeuw     |           | Vismarkt 13      | 52° 5' 27" NB, 5° 7' 14" OL | 18373  | Meer afbeeldingen |
| Delen van het keizerlijk paleis Lofen                                                                                              | Kasteel, buitenplaats    | 11e eeuw     |           | Vismarkt 14      | 52° 5' 27" NB, 5° 7' 14" OL | 18374  | Meer afbeeldingen |
| Delen van het keizerlijk paleis Lofen                                                                                              | Kasteel, buitenplaats    | 11e eeuw     |           | Vismarkt 15      | 52° 5' 27" NB, 5° 7' 14" OL | 18375  | Meer afbeeldingen |
| Delen van het keizerlijk paleis Lofen                                                                                              | Kasteel, buitenplaats    | 11e eeuw     |           | Vismarkt 16      | 52° 5' 27" NB, 5° 7' 14" OL | 26543  | Meer afbeeldingen |
| Delen van het keizerlijk paleis Lofen                                                                                              | Kasteel, buitenplaats    | 11e eeuw     |           | Vismarkt 17      | 52° 5' 27" NB, 5° 7' 14" OL | 18376  | Meer afbeeldingen |
| Delen van het keizerlijk paleis Lofen                                                                                              | Straatmeubilair          | 11e eeuw     |           | Vismarkt 18      | 52° 5' 27" NB, 5° 7' 14" OL | 18377  | Meer afbeeldingen |
| Delen van het keizerlijk paleis Lofen                                                                                              | Kasteel, buitenplaats    | 11e eeuw     |           | Vismarkt 19      | 52° 5' 27" NB, 5° 7' 14" OL | 18378  | Meer afbeeldingen |
| Delen van het keizerlijk paleis Lofen                                                                                              | Kasteel, buitenplaats    | 11e eeuw     |           | Vismarkt 20      | 52° 5' 27" NB, 5° 7' 14" OL | 18379  | Meer afbeeldingen |
| Delen van het keizerlijk paleis Lofen                                                                                              | Kasteel, buitenplaats    | 11e eeuw     |           | Vismarkt 21      | 52° 5' 26" NB, 5° 7' 14" OL | 18380  | Meer afbeeldingen |
| Pand met lijstgevel | Werk-woonhuis            | 19e eeuw     |           | Vismarkt 23      | 52° 5' 26" NB, 5° 7' 14" OL | 18381  | Meer afbeeldingen |
| Kalisbrug of Visbrug | Brug                     | divers       |           | Kalis of Visbrug | 52° 5' 27" NB, 5° 7' 13" OL | 39672  | Meer afbeeldingen |